# N-Joy

N-Joy Radio Logo (1994–2001)

N-Joy (Eigenschreibweise N-JOY) ist das jüngste Hörfunkprogramm des Norddeutschen Rundfunks (NDR) mit der Zielgruppe 14 bis 39 Jahre. Der Sitz des Senders befindet sich in Hamburg. Programmchefin ist seit November 2020 Melanie Lidsba.

## Programm

### Anfänge
Am 4. April 1994 um 16:44 Uhr startete der NDR das Jugendprogramm N-Joy, damals noch unter dem Namen N-Joy Radio (bis 2001), als Radiosender für ein junges Publikum. Auf Sendung ging N-Joy mit dem Musiktitel „Look, who's talking“ von Dr. Alban. Die Moderatoren des Sendestarts waren Cyrus Sadri und Thomas Bug. Die Studios in Hamburg waren dabei zugleich eine Deutschland-Premiere. Sie kamen ohne CD-Spieler in den Regieplätzen aus, da die Musik digitalisiert in elektronischen Juke-Boxen (damals auf PC-Basis) abgelegt war. Das Studio von N-Joy war das erste Hörfunkstudio Deutschlands, das diese Technik einsetzte. Der erste Sender in Europa, der diese Technik verwendete, waren Blue Danube Radio und FM4 vom Österreichischen Rundfunk. Die Studios in Hamburg und in Wien wurden von den gleichen Firmen geplant und gebaut.
Das Programm war auch als Reaktion auf Privatprogramme insbesondere in Hamburg (OK Radio) gedacht, die beim NDR und dem damals „jüngsten“ Hörfunkprogramm NDR 2 zunehmend Hörer abwandern ließen. N-Joy sollte das Jugendmagazin Der Club ablösen, das seit 1969 auf NDR 2 lief. Im Radioprogramm einiger Fernsehzeitschriften (z. B. „Hörzu“ oder „Funk Uhr“) wurde dieser Sender zunächst unter dem Arbeitstitel „NDR 5“ geführt.
N-Joy warb zwei Wochen vorher in einer Musikwarteschleife auf seiner damals neuen Frequenz für sein Programm mit dem Slogan: „N-Joy Radio startet am 4. 4. um 4 Uhr 44“. Die Studio- und Redaktionsräume des Senders befanden sich zunächst in der Bebelallee in Hamburg-Winterhude, getrennt vom restlichen NDR-Hörfunk. Die räumliche Trennung von den anderen NDR-Programmen war gewollt, da sich der Jugendsender nicht dem angestaubten NDR-Bild untergeben wollte. 2004 zog N-Joy zu den anderen NDR-Hörfunkprogrammen in einen Neubau am Hauptsitz in der Rothenbaumchaussee in Hamburg-Harvestehude.
Prägent für das Programm in den Anfangsjahren war die Frühschiene des Senders, die den Namen „Morgencrew“ trug. Moderiert wurde sie von zwei wechselnden Moderatoren und einem Sidekick, sowie dem News-Team, das ebenfalls aus zwei Personen bestand. Eine Zeit lang (von 1996 bis 1999) wurde die Sendung unter dem Namen „N-Joy Breakfast TV“ auch im Fernsehen (N3) ausgestrahlt. Es wurden Bilder live aus dem Studio gesendet, sodass die Moderatoren, z. B. Anja Goerz und Thomas Bug, bei ihrer Arbeit beobachtet werden konnten. Die Grundidee, das Radio parallel dauerhaft ins Fernsehen einzuspeisen, hielt sich jedoch nicht und wurde auch kaum von anderen Sendern übernommen. Die „Morgencrew“ lief letztmalig am 26. März 1999 im Fernsehen und endete mit dem Hinweis auf eine Rückkehr im Oktober. Diese blieb jedoch aus.
Beliebt waren auch die „N-Joy-Radio-Charts“, die immer sonntags von 10 bis 14 Uhr liefen. Dort wurden die 40 meistgewünschten Titel der vergangenen Woche gespielt. Zudem lieferten Korrespondenten die aktuellen Charts aus dem Vereinigten Königreich und den USA. So war es möglich, aktuelle Musiktrends schon lange vor Erscheinen der Titel in Deutschland zu entdecken.
Kultstatus erlangte die Show „N-Joy the Party“ am Samstagabend. Diese wurde von zwei Moderatoren moderiert, die stundenlang on Air herumblödelten und aktuelle Partyhits spielten. Zur Sendung gehörte auch eine Partyvermittlung, bei der Hörer anrufen und ihre Telefonnummer hinterlassen konnten. Auch Spiele, die mit Hörern am Telefon veranstaltet wurden, waren Teil der Sendung.
Ein festes Element im Tagesprogramm war die von SWF3 übernommene Radio-Comedy-Show „Käpt'n Kip Dotter“, bei der hauptsächlich Star Trek und andere Science-Fiction-Klischees veralbert wurden. Gesprochen wurde der Käpt'n vom SWF3- und späteren Sat.1-Moderator Elmar Hörig. Die Comedy begann immer mit der Phrase: „Und jetzt: Der größte Knall im All…“.
Laut Media-Analyse von 1997 schalteten rund 48,2 Prozent der 14- bis 19-jährigen Zuhörer einmal am Tag den Sender ein.
Im Juni 1999 führte der Sender einen umfassenden Relaunch durch. Dabei wurden nahezu alle bekannten Sendungen ersetzt. Statt der „Morgencrew“ mit wechselnden Moderatoren erhielt der spätere Programmchef Norbert Grundei eine eigene Morningshow mit dem Namen „Guten Norbert“. Auch die Nachmittagsschiene des Senders wurde fortan von festen Moderatorenteams präsentiert. Die bekannte Partyshow am Samstagabend wurde abgesetzt und fortan nur noch von einem Moderator präsentiert. Die Hörercharts, die bislang vier Stunden ausgestrahlt wurden, wurden auf drei Stunden gekürzt und erhielten den neuen Namen "30:3".
Mit dem Relaunch änderte sich auch das Sounddesign des Senders drastisch und war fortan sehr viel ruhiger. Statt der bisherigen Station-Voice Umut Dirik wurden die Jingles fortan von Ramon Montana eingesprochen. Im Jahr 2001 führte der Sender ein neues Logo ein. Mit diesem wurde auch der Zusatz Radio aus dem Sendernamen gestrichen.
In den Folgejahren prägten insbesondere die Moderatoren Andreas Kuhlage und Jens Hardeland den Sender. Schon in den Nullerjahren präsentierten beide die Morningshow von N-Joy. Nach einer Pause zwischen 2008 und 2011 übernahm das Duo erneut die Frühschiene und blieb dem Sender bis Mitte 2022 treu.
Nach dem Weggang von Andreas Kuhlage und Jens Hardeland fanden diverse Veränderungen im Programm statt. So wurde vor allem das Tagesprogramm umstrukturiert. Bestand des Tagesprogramm noch bis Mitte 2022 aus 5 Sendungen zwischen  5 Uhr bis 22 Uhr, wurde dieses auf 4 Sendungen zwischen 6 Uhr bis 21 Uhr reduziert. Die nächste große Veränderung gab es im April 2023 mit dem Weggang des langjährigen N-Joy Nachmittags Moderatoren Christian Haacke. Seine Nachfolgerin wurde die bisherige Moderatorin des N-Joys Mittags, Anne Raddatz. Den N-Joy Mittag übernehmen indes seitdem im wöchentlichen Wechsel Saskia Neumann und Ronja Tiede.
Musikprogramm
In den 1990er-Jahren wurde das Musikprogramm des Senders oft als einzigartig beschrieben. „Die Marktforscher haben damals immer gesagt, ‚so einen Sender wie euren, den gibt es eigentlich gar nicht‘“, sagte der langjährige Programmchef Norbert Grundei dem Redaktionsnetzwerk Deutschland anlässlich des 30-jährigen Geburtstags des Senders. Neben teils überaus rasanten Dance- und Happy-Hardcore-Songs liefen bei N-Joy auch Hip-Hop- und Rocksongs sowie Boyband-Balladen im Wechsel.
Man habe „radikal alles gespielt, was angesagt war“, sagt Grundei. Damit habe sich N-Joy auch von anderen ARD-Jugendwellen wie Fritz oder 1 Live unterschieden, die ihre Wurzeln eher im Indierock-Berich gehabt hätten. Das wiederum hatte zur Folge, dass N-Joy auch außerhalb Norddeutschlands einen Kultstatus erlangte. „Selbst wenn ich im Skiurlaub in Österreich war, lief dort in den Hütten damals N-Joy“, sagt Grundei.
Mit dem großen Programmrelaunch 1999 wurde das Musikprogramm breiter aufgestellt. Die bislang prägende Dancemusik war weiterhin präsent, nahm aber einen geringeren Stellenwert ein. Ab 2004 nahm N-Joy nahezu alle Dance-Titel aus dem Programm und folgte dem allgemeinen Musiktrend: Deutschrock-Acts wie Revolverheld, Juli, Bosse und Silbermond waren fortan im Tagesprogramm überpräsent. Erst mit dem erneuten Boom elektronischer Musik ab Anfang der 2010er Jahre kehrten Dance-Titel ins Programm zurück.
2001 startete bei N-Joy die Sendung „N-Joy Osternasen“, die seither jährlich von Karsamstag bis Ostermontag ausgestrahlt wird. In dieser Zeit werden ausschließlich Musikwünsche erfüllt. Dadurch kommen auch Interpreten zum Einsatz, die im regulären Programm nicht gespielt werden – darunter auch zahlreiche Titel aus den Anfangsjahren des Senders.

### Aktuell
Anders als in früheren Jahren wird der Sender heute vom NDR nicht mehr als Jugendprogramm bezeichnet. N-Joy richtet sich inzwischen an die Zielgruppe 14 bis 39. Zum Start des Senders wurde diese noch mit 14 bis 20 angegeben.
Der Sender bietet im Tagesprogramm aktuelle Informationen und die Interaktion mit den Zuhörern. Zu letzteren gehören das „Morningshow-Duell“, der „Open Mic-Woch“ das „Throwback-Battle“ und der „Mashup-Montag/ -Mittwoch“. Der Wortanteil im Programm ist aber eher gering. Die Nachrichten auf N-Joy werden morgens (6 bis 9 Uhr) und nachmittags (16 bis 19 Uhr) halbstündlich, tagsüber stündlich ausgestrahlt. Die Musik, die auf N-Joy zu hören ist, orientiert sich an den aktuellen Charts. Außerdem finden sich gelegentlich Titel aus der jüngeren Vergangenheit im Programm wieder. Der Sender wirbt mit dem Slogan/Claim „Enjoy the Music“.

#### Tagesprogramm
Mit dem Weggang von Andreas Kuhlage und Jens Hardeland änderte N-Joy das Sendeschema von 4 Shows zwischen 5 Uhr und 19 Uhr auf 3 Shows zwischen 6 Uhr und 18 Uhr.
So gliedert sich das Tagesprogramm montags bis freitags in folgende Sendungen:
- „Euer N-Joy Warm-up“ (5 bis 6 Uhr, unmoderiert)
- „Eure N-Joy Morningshow mit Martina und Greg“ (6 bis 10 Uhr) mit Martina Schönherr und Greg Bogowicz
- „Euer N-Joy Mittag mit Ronja / Saskia“ (10 bis 14 Uhr) Ronja Thiede / Saskia Neumann im wöchentlichen Wechsel
- „Euer N-Joy Nachmittag mit Anne / Jan“ (14 bis 18 Uhr) mit Anne Raddatz (Mo – Do) / Jan Galas (Fr)
- „N-Joy Play“ (montags bis freitags 18 bis 21 Uhr, wechselnde Moderatoren)

Montagabend von 22 bis 0 Uhr läuft seit dem 6. Januar 2025 das von You FM für YouTube entwickelte Format „Deutschrap ideal“, welches vom Hessischen Rundfunk produziert und von Simon Vogt moderiert wird.
Montags von 21 bis 22 Uhr, sowie Dienstag bis Donnerstag von 21 bis 0 Uhr läuft eine unmoderierte Playlist, welche „N-Joy - Enjoy the Music“ benannt wird.
Freitags läuft zunächst von 21 bis 22 Uhr „N-Joy Club“ mit Christian Lidsba, in der aktuelle elektronische Musik vorgestellt wird. Anschließend läuft von 22 bis 0 Uhr die Sendung „N-Joy Residents“ mit wechselnden DJ-Mixen.
Das Programm am Wochenende sieht in der Regel wie folgt aus:
- Samstag, 06 bis 08 Uhr „N-Joy - Enjoy the Music“ (unmoderiert)
- Samstag, 08 bis 18 Uhr „N-Joy Weekend“ mit wechselnden Moderatoren
- Samstag, 18 bis 20 Uhr „N-Joy Der beste Abend der Woche“ mit wechselnden Moderatoren
- Samstag, 20 bis 22 Uhr „N-Joy Residents“ mit wechselnden DJs
- Samstag, 22 bis 01 Uhr „Der Beste Abend der Woche - Playlist“ (unmoderiert)
- Sonntag, 06 bis 08 Uhr „N-Joy - Enjoy the Music“ (unmoderiert)
- Sonntag, 08 bis 10 Uhr „Best-of der N-Joy Morningshow mit Martina&Greg“
- Sonntag, 10 bis 14 Uhr „N-Joy - Nur für die Ehre“ mit wechselnden Moderatoren
- Sonntag, 14 bis 18 Uhr „N-Joy Weekend“ mit wechselnden Moderatoren
- Sonntag, 18 bis 20 Uhr „N-Joy - Enjoy the Music“ (unmoderiert)
- Sonntag, 20 bis 21 Uhr „N-Joy Weltweit“ mit wechselnden Moderatoren
- Sonntag, 21 bis 22 Uhr „Flexikon“ – ein Podcast von den Moderatoren Steffi Banowski und Anne Raddatz[15]
- Sonntag, 22 bis 24 Uhr „N-Joy - Enjoy the Music“ (unmoderiert)

In der Nacht wird auf N-Joy „Die junge Nacht der ARD“ übertragen. Dies ist ein Gemeinschafts-Nachtprogramm der jungen Radio-Wellen der ARD. Produziert wird das Programm von 1 Live in Köln. Die junge Nacht der ARD hat Mitte 2018 die unmoderierte N-Joy Nacht ersetzt. Zu hören ist die Sendung auf N-Joy derzeit zu folgenden Zeiten:
- Montag – Freitag, 0 bis 5 Uhr
- Samstag und Sonntag, 1 bis 6 Uhr

Weitere Moderatoren sind Julia Hercka, Sabine Lebek, Lars Holzhüter und Dennis Pöring.
Als Interaktionsmöglichkeit bietet der Sender die kostenlose N-Joy-App für iOS und Android einen Messenger an, über welchen Textnachrichten, Sprachnachrichten und Bilder direkt und in Echtzeit an das Community-Management und die Moderatoren des Senders geschickt werden können. Die N-Joy-App ist im Juli 2016 offiziell erschienen.

## Empfang
N-Joy wird im NDR-Sendegebiet über UKW und DAB+ ausgestrahlt und ist weltweit über das Internet als MP3-Stream und über den Phonostar-Player zu hören. Im europäischen Raum ist N-Joy über DVB-S zu empfangen. Der analoge Satelliten-Empfang auf einem Tonunterträger des Pay-TV-Senders Premiere wurde mit dem Ende dessen analoger Satelliten-Ausstrahlung eingestellt.
Die Verbreitung von N-Joy über UKW war zu Sendebeginn im Jahre 1994 bei Weitem nicht flächendeckend, da noch nicht genügend Frequenzen zur Verfügung standen und zudem einige der Frequenzen zuvor eigentlich für die Einführung von Lokalradio-Angeboten vorgesehen waren und daher nur für geringere Sendeleistungen ausgelegt waren. Aus diesem Grunde wurde N-Joy zum Beispiel im Kreis Schleswig-Flensburg zunächst über Mittelwelle auf 702 kHz von 6 bis 19 Uhr ausgestrahlt, in der übrigen Zeit empfing man über diese Frequenz den Sender NDR 4. Später wurde die Versorgung ausgebaut und wird heute zwar teilweise noch immer mit geringerer Sendeleistung als bei den übrigen Hörfunkangeboten des NDR, dafür aber mit mehr Senderstandorten realisiert. Die hohe Empfangsqualität der anderen NDR-Programme kann N-Joy aber dennoch nur in unmittelbarer Nähe der Senderstandorte erreichen. Als Beispiel die Situation in Schleswig-Holstein: Der stärkste Senderstandort befand sich bis Anfang 2012 in Kronshagen bei Kiel mit einer Leistung von 15 kW (ERP) auf der Frequenz 94,5 MHz, während die Leistungen der anderen Sender lediglich 0,2 kW bis 5 kW betragen. Der Kieler Standort stellt damit in Schleswig-Holstein den einzigen Grundnetzsender dar. Die Situation in Niedersachsen, Hamburg und Mecklenburg-Vorpommern war ähnlich. Zur Verbesserung des Empfangs im Bereich zwischen Hamburg, Hannover und Bremen wurde daher am 4. Januar 2012 am Sendemast Visselhövede (Landkreis Rotenburg (Wümme)) eine neue Frequenz mit 30 kW Sendeleistung von BFBS R1 übernommen. Damit können seither 400.000 Haushalte mehr N-Joy störungsfrei empfangen. Seit Januar 2016 besitzt N-Joy zudem im Raum Braunschweig die starke Frequenz 93,0 MHz mit 40 kW.
Am 22. November 2011 startete der Sender via DAB+.
Von Mitte Mai 2010 bis Anfang September 2021 setzte N-Joy über den RDS-Dienst noch auf die Funktion des dynamischen RDS-PS und übermittelte so den gespielten Song sowie den dazugehörigen Interpreten. Die Funktion wurde nach eigener Aussage eingestellt, da es häufig zu Fehlanzeigen kam.
Das Land Schleswig-Holstein und die privaten und öffentlich-rechtlichen Radiosender haben sich auf die Umstellung von UKW auf DAB+ bis 2031 geeinigt, dies betrifft als erstes die Kleinstadt Niebüll und die Umgebung, wo N-Joy ab dem 9. April 2025 nur noch über DAB+ empfangbar ist. Folgen sollen 2026 die Insel Helgoland sowie 2027 Garding und Husum. Zudem soll die Leistung der UKW-Sender des NDR verringert werden.

## Auszeichnungen
- Deutscher Radiopreis in der Kategorie „Beste Sendung“ im Jahr 2014 für den N-Joy Kanzlercheck zur Bundestagswahl 2013[26]
- Deutscher Radiopreis in der Kategorie „Beste Morgensendung“ im Jahr 2015 für Andreas Kuhlage und Jens Hardeland mit der N-Joy Morningshow[27]
- gemeinsam mit anderen Deutscher Radiopreis in der Kategorie „Beste Programmaktion“ im Jahr 2016 für Hamburger Radiobündnis gegen Fremdenhass – für Toleranz und Mitmenschlichkeit[28]
- Deutscher Radiopreis in der Kategorie „Beste Programmaktion“ im Jahr 2017 für Kopf hoch. Das Handy kann warten.[29]
- Deutscher Radiopreis in der Kategorie „Beste Innovation“ im Jahr 2018 für Norbert Grundei und Mirko Marquardt mit dem N-Joy Night Lab[30]
- Deutscher Radiopreis in der Kategorie „Beste Morgensendung“ im Jahr 2019 für Andreas Kuhlage und Jens Hardeland mit der N-Joy Morningshow[31]
- Deutscher Radiopreis in der Kategorie „Bestes Informationsformat“ im Jahr 2021 für Carolin Wöhlert und Gina Thoneick mit N-Joy Weltweit[32]
- Deutscher Radiopreis in der Kategorie „Beste Moderatorin“ im Jahr 2022 für Martina Schönherr[33]
- Deutscher Radiopreis in der Kategorie „Bestes Musikformat“ im Jahr 2023 für den N-Joy Reeperbus[34]